# 완산구의 행정 구역
전주시 완산구의 행정 구역은 18개 행정동과 47개 법정동으로 구성되어 있다. 구의 면적은 95 km2로 전주시 전체 면적의 46%에 해당하며, 인구는 2015년 6월 30일 주민등록 기준으로 36만6172 명이다. 전주시 완산구에서 인구가 가장 많은 행정동은 효자4동(7만명)이며, 인구가 가장 적은 행정동은 풍남동(5,780 명)이다.

## 행정 구역

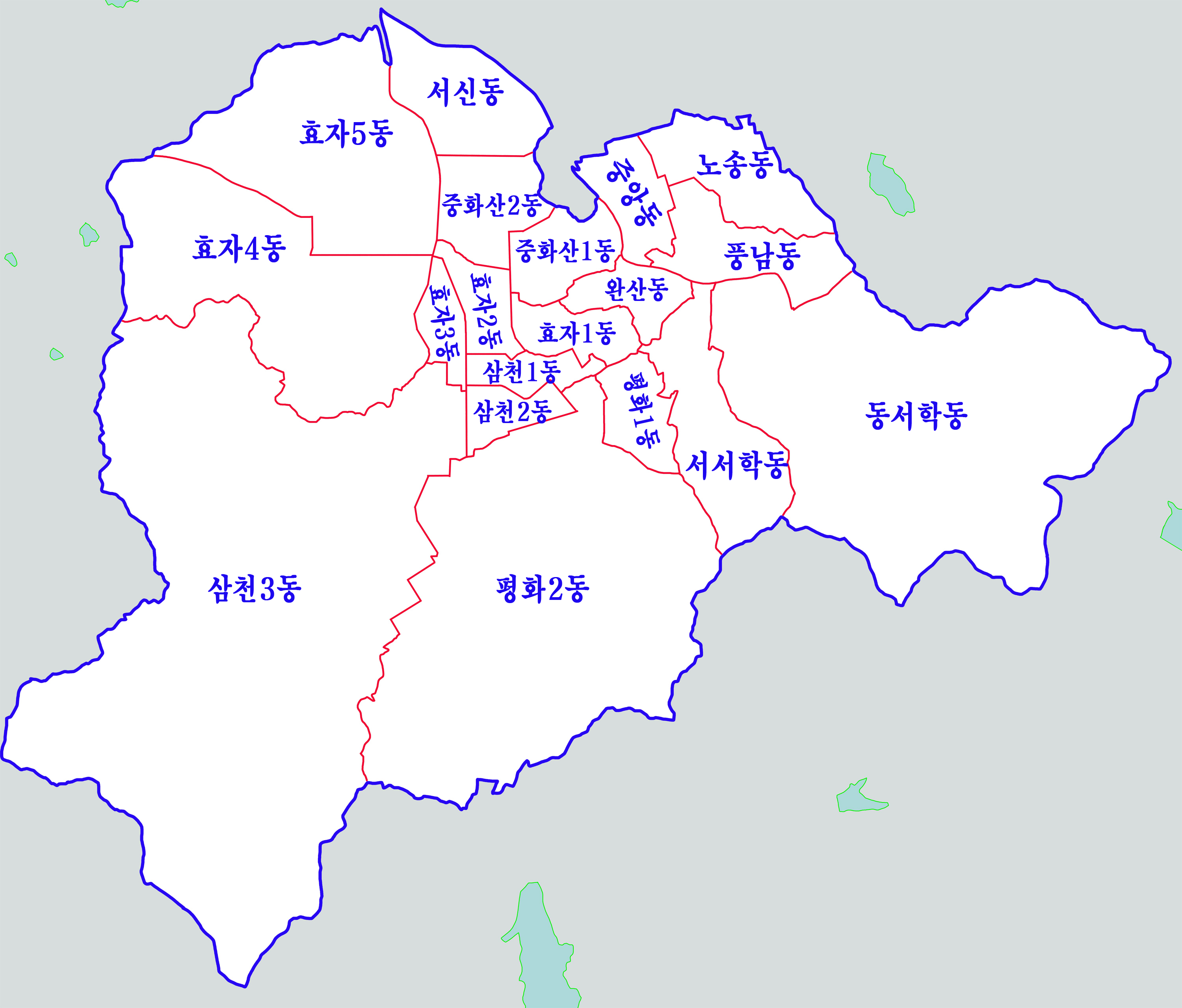
완산구의 행정구역

| 행정동    | 세대    | 인구    | 면적  |
| --------- | ------- | ------- | ----- |
| 중앙동    | 4,740   | 9,823   | 1.36  |
| 풍남동    | 3,015   | 5,780   | 2.15  |
| 노송동    | 6,182   | 13,144  | 2.09  |
| 완산동    | 2,870   | 6,016   | 1.00  |
| 동서학동  | 3,159   | 7,654   | 15.67 |
| 서서학동  | 4,580   | 10,529  | 2.96  |
| 중화산1동 | 5,746   | 15,309  | 1.22  |
| 중화산2동 | 7,993   | 20,751  | 1.73  |
| 서신동    | 16,557  | 45,383  | 2.39  |
| 평화1동   | 6,908   | 14,772  | 1.49  |
| 평화2동   | 16,431  | 46,025  | 15.26 |
| 삼천1동   | 5,751   | 15,461  | 1.76  |
| 삼천2동   | 6,414   | 17,188  | 0.95  |
| 삼천3동   | 8,586   | 24,713  | 26.63 |
| 효자1동   | 5,570   | 14,257  | 1.03  |
| 효자2동   | 4,595   | 11,673  | 0.84  |
| 효자3동   | 5,828   | 17,166  | 0.76  |
| 효자4동   | 26,904  | 70,348  | 15.17 |
| 총계      | 141,829 | 366,172 | 95    |

* 세대·인구는 2015년 6월 30일 주민등록 기준

## 법정동
완산구에 소속한 각 행정동이 관할하고 있는 법정동은 다음과 같다.
| 행정동    | 법정동                                            |
| --------- | ------------------------------------------------- |
| 중앙동    | 중앙동 1·2·3·4가, 다가동 1·2·3·4가 고사동, 태평동 |
| 풍남동    | 경원동 1·2·3가, 풍남동 1·2·3가 전동 1·3가, 교동   |
| 노송동    | 중노송동, 남노송동, 서노송동                      |
| 완산동    | 동완산동, 서완산동 1·2가                          |
| 동서학동  | 동서학동, 대성동, 색장동                          |
| 서서학동  | 서서학동                                          |
| 중화산1동 | 중화산동 1·2가                                    |
| 중화산2동 | 중화산동 1·2가                                    |
| 서신동    | 서신동                                            |
| 평화1동   | 평화동1가                                         |
| 평화2동   | 평화동 1·2·3가, 석구동, 원당동                    |
| 삼천1동   | 삼천동1가                                         |
| 삼천2동   | 삼천동1가                                         |
| 삼천3동   | 삼천동 1·2·3가, 중인동, 용복동                    |
| 효자1동   | 효자동 1·2·3가                                    |
| 효자2동   | 효자동 1·2·3가                                    |
| 효자3동   | 효자동 1·2·3가                                    |
| 효자4동   | 효자동 2·3가, 상림동, 중동                        |

## 역사
- 1988년 7월 1일 전주시 완산출장소를 개소하였다.
- 1989년 5월 1일 완산출장소를 완산구로 승격하였다.[2]
- 1995년 4월 20일 서신동, 삼천1·2동, 효자1·2·3동을 관할하는 효자출장소를 설치하였다.
- 1998년 8월 1일 효자출장소를 폐지하였다.
- 2005년 8월 1일 덕진구 서노송동을 편입하여 중노송1동, 중노송2동, 남노송동과 노송동으로 합동하고, 중앙동, 태평동을 중앙동으로, 풍남동, 교동을 풍남동으로, 동완산동, 서완산동을 완산동으로 각각 합동하였다.[3]